# 马德里亚
马德里亚（法語：Madriat，法語發音：[madʁija]）是法国多姆山省的一个市镇，属于伊苏瓦尔区。

## 地理
马德里亚（45°25'57"N, 3°11'13"E）面积4.69 平方千米，位于法国奥弗涅-罗讷-阿尔卑斯大区多姆山省，该省份为法国中南部省份，北起阿列省接壤，东临卢瓦尔省，南至上盧瓦爾省和康塔爾省，西接科雷兹省和克勒兹省。
与马德里亚接壤的市镇（或旧市镇、城区）包括：欧尼亚、布德、科朗日、朗蒂耶尔、圣热尔瓦齐、圣埃朗。

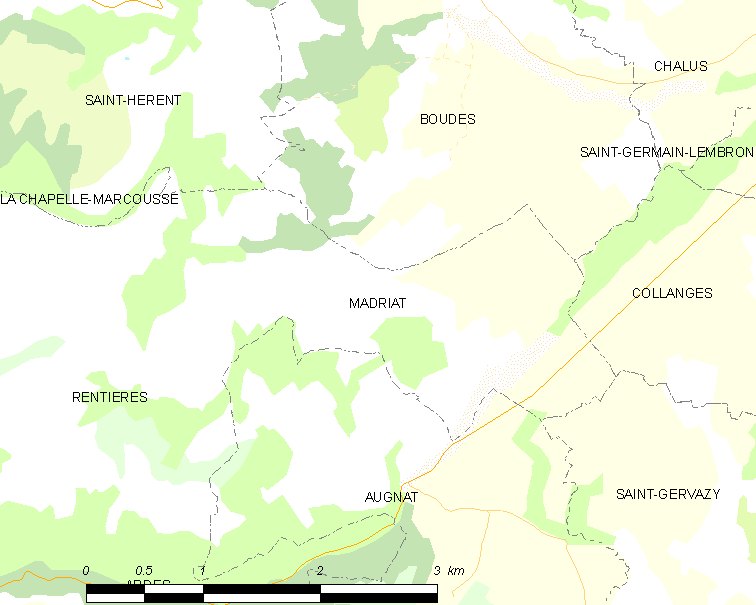
马德里亚的OSM定位图

马德里亚的时区为UTC+01:00、UTC+02:00（夏令时）。

## 行政
马德里亚的邮政编码为63340，INSEE市镇编码为63202。

## 政治
马德里亚所属的省级选区为布拉萨克莱米讷县。

## 人口

1962-2008年间马德里亚人口变化图示

马德里亚于2022年1月1日时的人口数量为136人。